# Pluripotence
Pluripotence je schopnost kmenové buňky diferencovat do mnoha buněčných typů s výjimkou trofoblastu. Pojem pluripotence  označuje vlastnost kmenové buňky vztahující se k její diferenciační kapacitě.
Pluripotentní kmenová buňka je schopna diferenciace do mnoha různých typů buněk s výjimkou trofoblastu. Speciálním případem pluripotence je multipotence, tzn. že schopnost kmenové buňky diferencovat do mnoha buněčných typů je omezena na určitý typ tkáně, případně na určitý orgán; příkladem je hematopoetická kmenová buňka.
Pluripotentní jsou rané buňky zárodku ve stadiu blastocysty, tzv. embryonální kmenové buňky (embryonic stem cells, ESCs). Uměle připravené buňky, které se jim do jisté míry vyrovnají, se označují jako indukované pluripotentní kmenové buňky (induced pluripotent stem cells, iPSCs).
Většina buněk v těle živočichů nepřetrvává po celý život organismu, ale jsou postupně nahrazovány novými buňkami. Specializované buňky 
některých orgánů mají schopnost se opět dělit, je-li třeba (např. jaterní buňky čili hepatocyty). Buňky jiných orgánů jsou natolik specializované, že se již nikdy dělit nemohou (např. neurony, svalové buňky; jsou tzv. postmitotické). Zdrojem nových buněk jsou populace tkáňově a orgánově specifických kmenových buněk, tzv. somatických kmenových buněk (adult stem cells, ASCs). Příkladem mohou být mezenchymální kmenové buňky (MSCs) získávané z tukové tkáně nebo kostní dřeně, hematopoetické kmenové buňky nebo plicní Clarovy buňky. Somatické kmenové buňky (ASCs) mají obě vlastnosti, kterými je definována kmenovost (stemness), a to: schopnost sebeobnovy (self-renewal) i schopnost dávat vznik specializovanějším typům buněk (potency). In vivo je diferenciační potenciál těchto buněk omezen na buněčné typy určité tkáně či orgánu (buňky jsou multipotentní). V podmínkách in vitro mají schopnost pluripotence (tj. dávat vznik buněčným typům všech tří zárodečných listů) také embryonální kmenové buňky (ESCs) a indukované pluripotentní kmenové buňky (iPSCs), kmenové buňky teratomu, zárodečné kmenové buňky nebo kmenové buňky epiblastu.

## Lidské pluripotentní kmenové buňky
Vyznačují se schopností sebeobnovy a diferenciace do řady buněčných typů těla.
- hESCs (human embryonic stem cells) – lidské embryonální kmenové buňky
- hPSCs (human pluripotent stem cells) – lidské pluripotentní kmenové buňky
- hiPSC (human induced pluripotent stem cells) – lidské indukované pluripotentní kmenové buňky

Lidské ESCs (čili hESCs) poprvé izoloval a kultivoval James Alexander Thomson v roce 1998. Zdrojem hESCs je embryoblast pětidenních až sedmidenních blastocyst. Za vhodných podmínek mohou být hESCs dlouhodobě expandovány v in vitro kultuře na živné vrstvě myších embryonálních fibroblastů (MEFs, mouse embryonic fibroblasts) minimálně jeden rok s tím, že si zachovávají normální karyotyp, pluripotenci a schopnost diferenciace do rozličných buněčných typů. Oproti hESCs jsou hiPSCs derivovány in vitro z již dříve diferencovaných buněk pomocí transfekce (vložení vektoru do eukaryotní buňky) specifickými transkripčními faktory. V roce 2013 se povedlo získat hESCs také postupem takzvaného terapeutického klonování – transferem jádra somatické buňky do enukleovaného (vyprázdněného) vajíčka. Lidské pluripotentní kmenové buňky (hPSCs) jsou charakterizovány velkým nukleo-cytoplazmovým poměrem, aktivitou telomerázy a růstem v kompaktních koloniích; charakteristickým projevem je také indukce programované buněčné smrti (anoikis) v případě, že buňky nemají dostatečný mezibuněčný kontakt.